# Корпоративное волонтёрство
Корпоративное волонтёрство — это добровольное участие сотрудников организаций в различных социальных программах при поддержке своей компании. Является элементом корпоративной социальной ответственности (КСО) и стратегии устойчивого развития предприятия. Во всём мире корпоративное волонтёрство получило дополнительный толчок к развитию во время финансово-экономического кризиса как следствие сокращения бюджетов на КСО.

## Основания для возникновения корпоративного волонтёрства в компании
- требования головного офиса компании;
- наличие программ по КСО;
- выход компании на новый уровень на рынке;
- инициатива сотрудников[1].

## Основные направления корпоративного волонтерства
- разработка и реализация социальных и экологических программ;
- услуги в области здравоохранения, образования и социальной защиты;
- благоустройство территорий;
- обмен опытом и координация в сфере корпоративного волонтерства.

Какую конкретно задачу будет решать компания, зависит от её политики в области КСО.
Корпоративное волонтёрство часто используется согласованно с программами развития персонала. Корпоративное волонтёрство обеспечивает более полное вовлечение сотрудников во взаимодействие между компанией и местным сообществом. Часто в эту работу вовлекают и общественные организации, как посредников и партнёров, обладающих необходимыми знаниями, опытом и связями с целевыми группами. Таким образом, корпоративное волонтёрство способствует устойчивому развитию предприятий и местных сообществ, развивает человеческий потенциал, укрепляет межсекторальное взаимодействие.

## Корпоративное волонтёрство в России
В России корпоративное волонтёрство становится частью деятельности социально ответственных компаний.
С 2012 года проходит Форум по корпоративному волонтёрству, который объединяет лучшие практики в этой сфере. По итогам III форума в 2014 году был создан Национальный совет по корпоративному волонтёрству.
Волонтёрское движение DaDobro / ДаДобро развивает корпоративное волонтёрство малого и среднего бизнеса в России. Ежегодный проект «Календарь добрых дел» — «навигатор» для компаний-участников DaDobro на каждый год. Это 12 акций, 12 месяцев, посвящённых определённым добрым делам, 12 дней всемирного значения, которые способны изменить жизнь к лучшему.